# Menfi rosso
Il Menfi rosso è un vino DOC istituito con decreto del 1º settembre 1997 pubblicato sulla gazzetta ufficiale del 12/09/97 n. 213. Comprende vini prodotti nei comuni italiani di Menfi, Sciacca, Sambuca di Sicilia in provincia di Agrigento e Castelvetrano in provincia di Trapani.

## Vitigni con cui è consentito produrlo
- Nero d'Avola, Merlot, Sangiovese, Cabernet Sauvignon, Syrah da soli o congiuntamente minimo 70%
- Altri vitigni a bacca rossa, raccomandati e/o autorizzati per la provincia di Agrigento, da soli o congiuntamente, fino ad un massimo del 30%.

## Caratteristiche organolettiche
- colore: rosso rubino intenso, si fa granata;
- profumo: etereo di particolare finezza;
- sapore: asciutto, sapido, di buona struttura;

## Produzione
Provincia, stagione, volume in ettolitri